# James Marcelin
James Marcelin (Saint-Marc, 13 de junho de 1986) é um futebolista profissional haitiano que atua como meia, atualmente defende o Carolina RailHawks.

## Carreira
Fez parte do elenco da Seleção Haitiana de Futebol na Copa América Centenário. Fez o primeiro gol da história da Seleção Haitiana contra o Brasil na fase de grupos da competição. O meia aproveitou o rebote do goleiro Alisson e fez o gol de honra na derrota de 7x1 para os brasileiros.